# 1823 w polityce

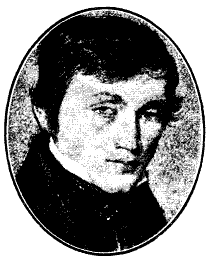
Adam Mickiewicz

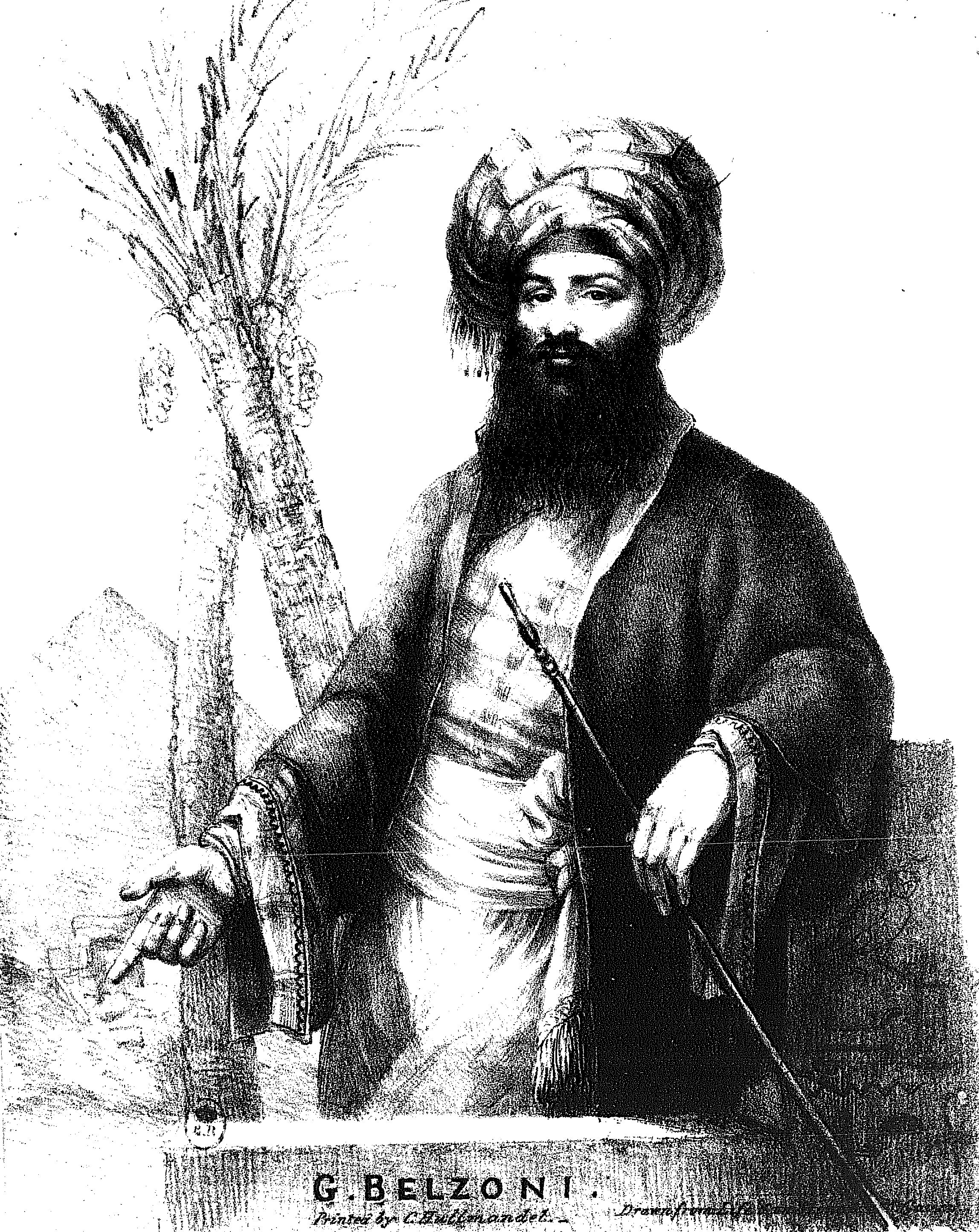
Giovanni Belzoni

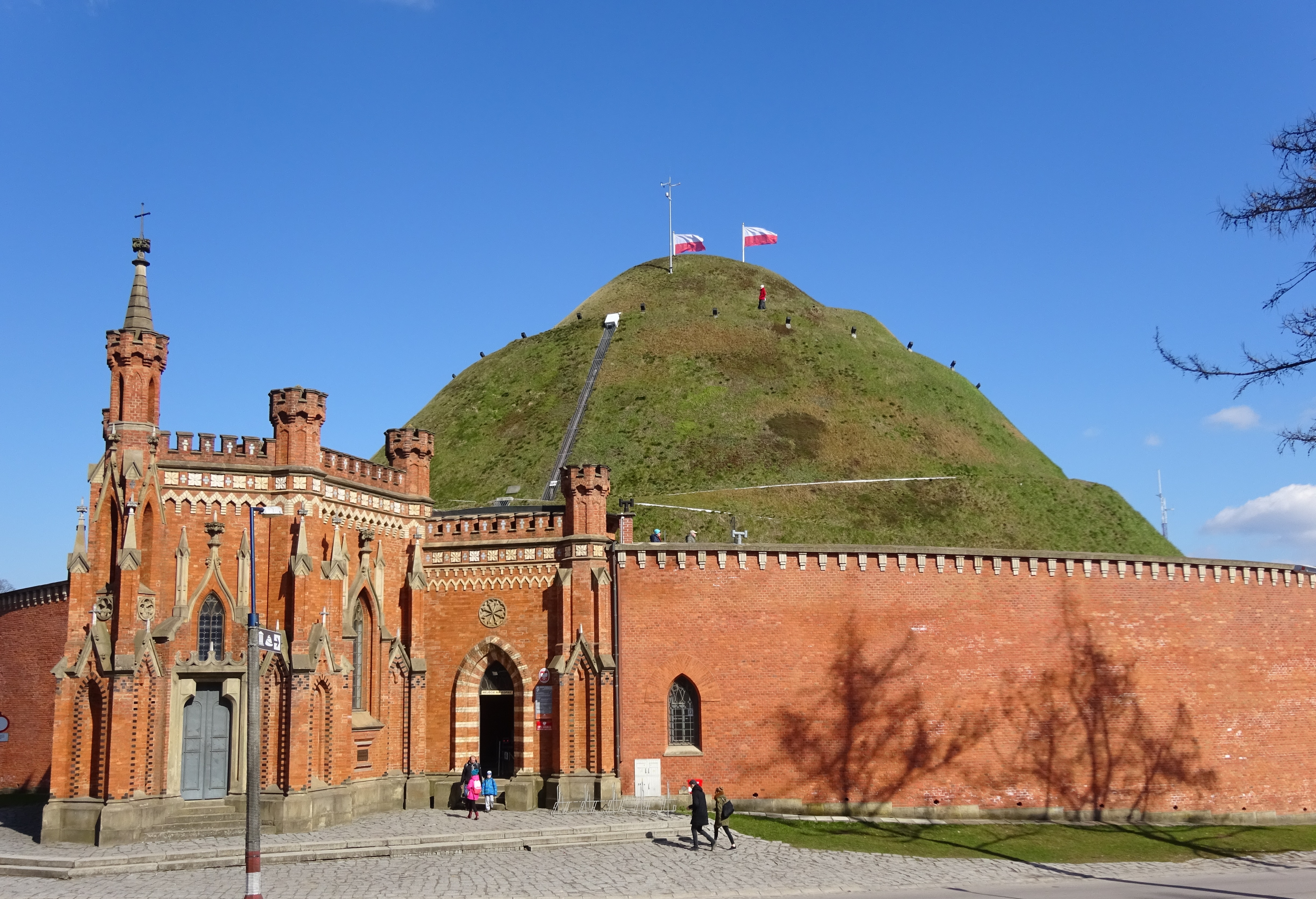
Kopiec Kościuszki w Krakowie

Wydarzenia polityczne w 1823 roku.

## Wydarzenia
- 19 marca - cesarz Meksyku Augustyn I abdykował[1].
- 25 października zakończenie budowy Kopca Kościuszki w Krakowie[2].
- Annibale Sermattei della Genga został papieżem[3].
- 23 października/24 października aresztowanie filomatów i filaretów, w tym Adama Mickiewicza[4].
- 10 września - Kongres w Limie powierza: Simónowi Bolívarowi najwyższą władzę w Peru, pozostawiając Jose Bernardo de Torre Tagle na stanowisku prezydenta republiki[5][6].
- 17 listopada - Kongres w Limie uchwala konstytucję Republiki Peru[7].

## Urodzili się
- 28 lutego Fryderyk Franciszek II, wielki książę Meklemburgii i Schwerinu[8].
- 22 kwietnia James Thomas Elliott, amerykański polityk[9].

## Zmarli
- 19 marca Adam Kazimierz Czartoryski, polski arystokrata[10].
- 18 marca Hiob, biskup jekaterynosławski.
- 18 kwietnia George Cabot, polityk amerykański[11].
- 20 sierpnia Pius VII, papież[12].
- 31 sierpnia Jesse Franklin, amerykański polityk[13].
- 6 września Bartolomé María de las Heras Navarro, prymas Peru[14].
- 3 grudnia Giovanni Battista Belzoni, włoski archeolog[15].